# The Man-Machine
The Man-Machine is een album uit 1978 van de Duitse band Kraftwerk. In Duitsland kwam het album uit onder de naam Die Mensch-Maschine. Het bevat de singles "The Robots" en "The Model", die in Engeland op nummer 1 stond en door bands als Electric Six en Rammstein is gecoverd.
Het album stond #96 in Q Magazines Lijst van 100 Beste Albums uit februari 2006.

## Nummers

### Engelstalige versie
1. "The Robots" - 6:11
2. "Spacelab" - 5:51
3. "Metropolis" - 5:59
4. "The Model" - 3:38
5. "Neon Lights" - 9:03
6. "The Man-Machine" - 5:28

### Duitstalige versie
1. "Die Roboter" - 6:11
2. "Spacelab" - 5:51
3. "Metropolis" - 5:59
4. "Das Modell" - 3:38
5. "Neonlicht" - 9:03
6. "Die Mensch-Maschine" - 5:28

## Gebruikt materiaal
- 2 "Synthorama" 16-staps custom analoge sequencers, gebouwd door Matten & Wiechers
- Farfisa elektrische piano
- Zelfgemaakte elektronische drumpads
- Moog Minimoog
- Moog Micromoog
- ARP Odyssey
- Vako Orchestron